# Campuac
Campuac est une commune française, située dans le département de l'Aveyron, en région Occitanie.

## Géographie

### Localisation et communes limitrophes
La commune de Campuac se trouve au nord  du département de l'Aveyron, dans la petite région agricole de Viadène et vallée du Lot.
Elle se situe à 34 km par la route de Rodez, préfecture du département et à 23 km d'Espalion, bureau centralisateur du canton de Lot et Truyère dont dépend la commune depuis 2015. La commune fait en outre partie du bassin de vie d'Espalion.
Les communes les plus proches sont, : 
Villecomtal (3,9 km), Golinhac (4,0 km), Saint-Félix-de-Lunel (4,1 km), Estaing (6,6 km), Sébrazac (7,2 km), Le Nayrac (7,6 km), Florentin-la-Capelle (7,6 km), Espeyrac (8,0 km), Pruines (8,1 km).
| Espeyrac             | Golinhac    |          |
| Saint-Félix-de-Lunel | Campuac     |          |
|                      | Villecomtal | Sébrazac |

### Généralités
Dans le Massif central et le nord du département de l'Aveyron, la commune de Campuac s'étend sur 19,19 km2. Elle est arrosée par le ruisseau de Luzane, un affluent du Lot.
L'altitude minimale se trouve à l'extrême sud-est, là où le ruisseau de Luzane quitte la commune et sert de limite entre celles de Golinhac et de Sébrazac. L'altitude maximale avec 679 mètres est localisée à l'est, au lieu-dit le Radal, en limite de la commune de Golinhac.
Traversé par la route départementale (RD) 46, le bourg de Campuac est situé, en distances orthodromiques, quinze kilomètres au nord-ouest d'Espalion.
La commune est également desservie par la RD 656.
Le sentier de grande randonnée GR 6 traverse le territoire communal du nord-ouest au sud-est, sur environ onze kilomètres.

### Hydrographie

#### Réseau hydrographique

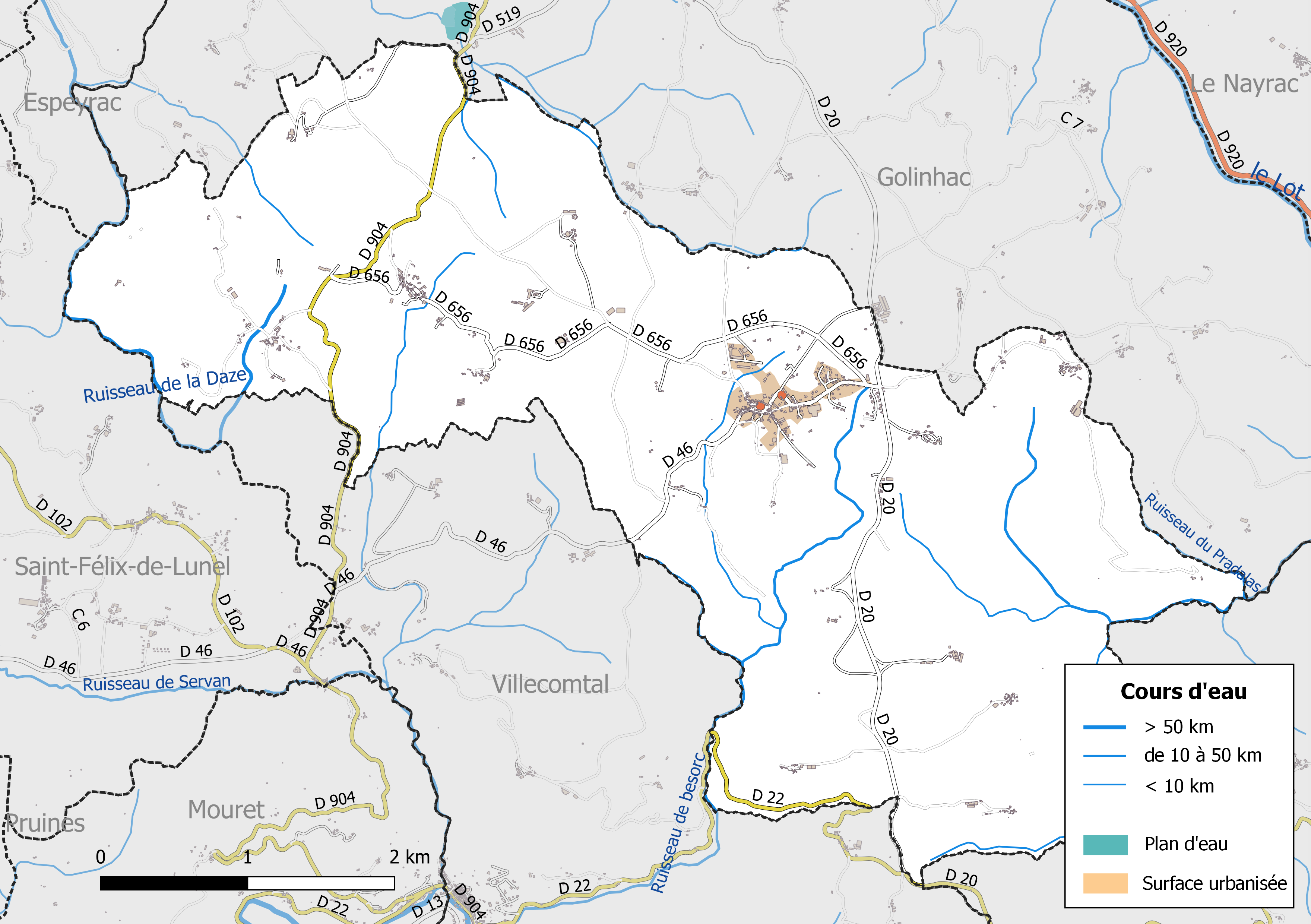
Réseaux hydrographique et routier de Campuac.

La commune est drainée par le Ruisseau de la Daze, le ruisseau de besorc, le ruisseau de Luzane, le ruisseau du Pradalas et par divers petits cours d'eau.
Le Ruisseau de la Daze, d'une longueur totale de 13,3 km, prend sa source dans la commune de Campuac et se jette  dans le Lot à Sénergues, après avoir arrosé 6 communes.

#### Gestion des cours d'eau
La gestion des cours d’eau situés dans le bassin de l’Aveyron est assurée par l’établissement public d'aménagement et de gestion des eaux (EPAGE) Aveyron amont, créé le 1er janvier 2017, en remplacement du syndicat mixte du bassin versant Aveyron amont,,.

### Climat
Pour des articles plus généraux, voir Climat de l'Occitanie et Climat de l'Aveyron.
En 2010, le climat de la commune est de type climat océanique altéré, selon une étude s'appuyant sur une série de données couvrant la période 1971-2000. En 2020, Météo-France publie une typologie des climats de la France métropolitaine dans laquelle la commune est exposée à un climat de montagne et est dans la région climatique Sud-est du Massif Central, caractérisée par une pluviométrie annuelle de 1 000 à 1 500 mm, minimale en été, maximale en automne.
Pour la période 1971-2000, la température annuelle moyenne est de 10,4 °C, avec une amplitude thermique annuelle de 15,7 °C. Le cumul annuel moyen de précipitations est de 1 173 mm, avec 11,6 jours de précipitations en janvier et 7,1 jours en juillet. Pour la période 1991-2020, la température moyenne annuelle observée sur la station météorologique la plus proche, située sur la commune d'Entraygues-sur-Truyère à 9 km à vol d'oiseau, est de 13,3 °C et le cumul annuel moyen de précipitations est de 1 116,3 mm,. Pour l'avenir, les paramètres climatiques de la commune estimés pour 2050 selon différents scénarios d'émission de gaz à effet de serre sont consultables sur un site dédié publié par Météo-France en novembre 2022.

### Milieux naturels et biodiversité

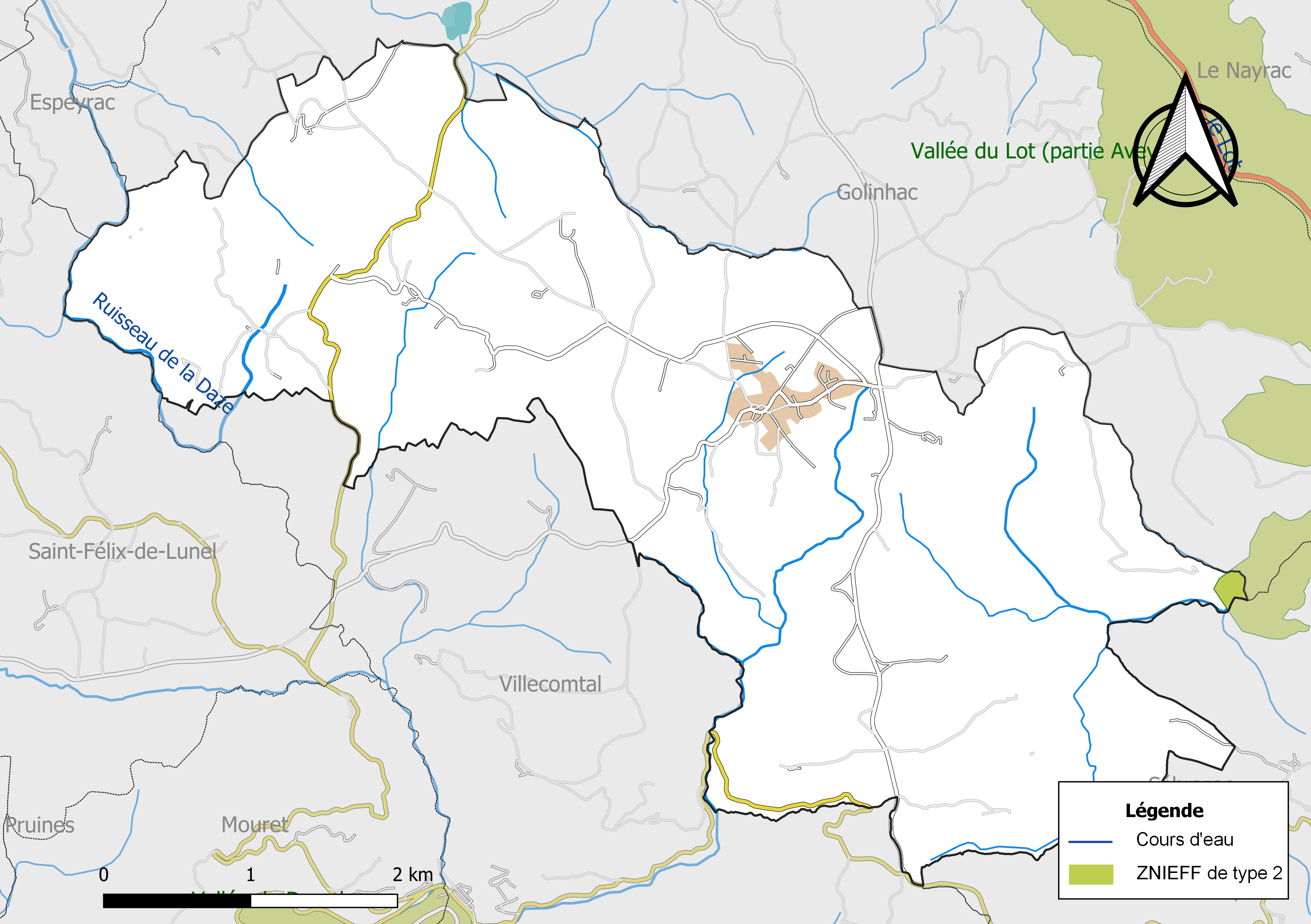
Carte de la ZNIEFF de type 2 localisée sur la commune.

L’inventaire des zones naturelles d'intérêt écologique, faunistique et floristique (ZNIEFF) a pour objectif de réaliser une couverture des zones les plus intéressantes sur le plan écologique, essentiellement dans la perspective d’améliorer la connaissance du patrimoine naturel national et de fournir aux différents décideurs un outil d’aide à la prise en compte de l’environnement dans l’aménagement du territoire.
Le territoire communal de Campuac comprend une ZNIEFF de type 2,, 
la « Vallée du Lot (partie Aveyron) » (19 239 ha), qui s'étend sur 47 communes dont 39 dans l'Aveyron, 5 dans le Cantal, 2 dans le Lot et 1 dans la Lozère.

## Urbanisme

### Typologie
Au 1er janvier 2024, Campuac est catégorisée commune rurale à habitat dispersé, selon la nouvelle grille communale de densité à 7 niveaux définie par l'Insee en 2022.
Elle est située hors unité urbaine. Par ailleurs la commune fait partie de l'aire d'attraction de Rodez, dont elle est une commune de la couronne,. Cette aire, qui regroupe 68 communes, est catégorisée dans les aires de 50 000 à moins de 200 000 habitants,.

### Occupation des sols

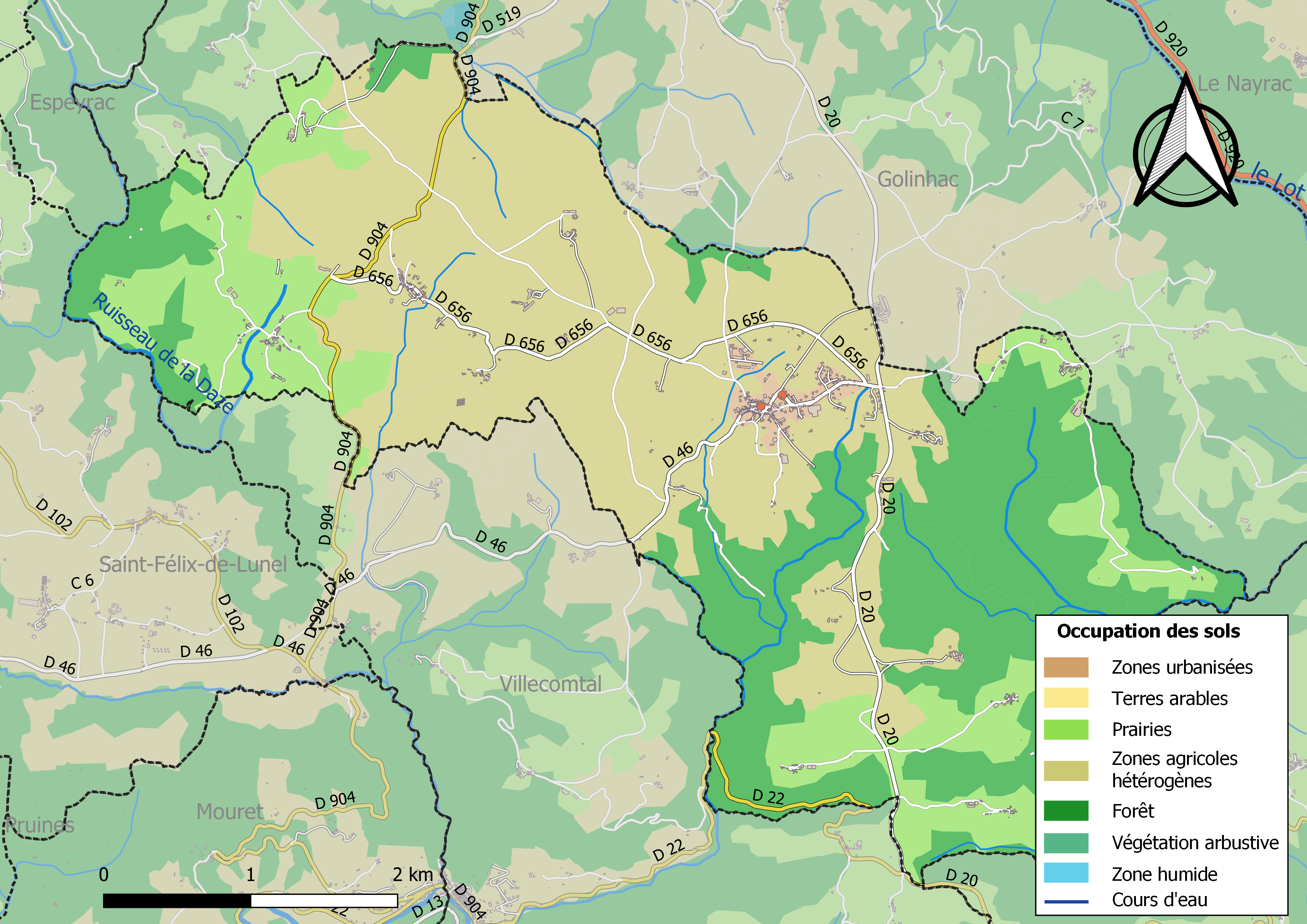
Infrastructures et occupation des sols de la commune de Campuac.

L'occupation des sols de la commune, telle qu'elle ressort de la base de données européenne d’occupation biophysique des sols Corine Land Cover (CLC), est marquée par l'importance des territoires agricoles (65,3 % en 2018), en augmentation par rapport à 1990 (60,9 %). La répartition détaillée en 2018 est la suivante : 
zones agricoles hétérogènes (45 %), forêts (33,1 %), prairies (20,3 %), zones urbanisées (1,6 %).

### Planification
La commune ne disposait pas en 2017 de document d'urbanisme opérationnel et le règlement national d'urbanisme s'appliquait donc pour la délivrance des permis de construire.

### Risques majeurs
Le territoire de la commune de Campuac est vulnérable à différents aléas naturels : climatiques (hiver exceptionnel ou canicule), feux de forêts et séisme (sismicité faible).
Il est également exposé à un risque particulier, le risque radon,.

#### Risques naturels
Le Plan départemental de protection des forêts contre les incendies découpe le département de l’Aveyron en sept « bassins de risque » et définit une sensibilité des communes à l’aléa feux de forêt (de faible à très forte). La commune est classée en sensibilité faible.
Les mouvements de terrains susceptibles de se produire sur la commune sont soit des mouvements liés au retrait-gonflement des argiles, soit des effondrements liés à des cavités souterraines. Le phénomène de retrait-gonflement des argiles est la conséquence d'un changement d'humidité des sols argileux. Les argiles sont capables de fixer l'eau disponible mais aussi de la perdre en se rétractant en cas de sécheresse. Ce phénomène peut provoquer des dégâts très importants sur les constructions (fissures, déformations des ouvertures) pouvant rendre inhabitables certains locaux. La carte de zonage de cet aléa peut être consultée sur le site de l'observatoire national des risques naturels Géorisques. Une autre carte permet de prendre connaissance des cavités souterraines localisées sur la commune.

#### Risque particulier
Dans plusieurs parties du territoire national, le radon, accumulé dans certains logements ou autres locaux, peut constituer une source significative d’exposition de la population aux rayonnements ionisants. Toutes les communes du département sont concernées par le risque radon à un niveau plus ou moins élevé. La commune de Campuac est classée à risque moyen à élevé.

## Histoire
La commune actuelle fut créée en 1853 par détachement de Villecomtal. Une première commune de Campuac avait été créée pendant la période révolutionnaire puis réunie à celle de Villecomtal en 1832. Sous l’Ancien Régime, le territoire actuel de la commune était partagé entre trois paroisses, mais surtout, il était éclaté en une multitude de fragments de communautés et de seigneuries.
Sous l'Ancien Régime, la paroisse de Campuac s'étendait sur la plus grande partie de la commune actuelle et deux hameaux de celle de Villecomtal. La partie occidentale de la commune relevait de la paroisse de Golinhac. Deux hameaux de la partie orientale dépendaient de Saint-Geniez-des-Ers.
En ce qui concerne communautés et seigneuries, le territoire de la commune actuelle était partagé entre les communautés et seigneuries de Georges de La Parra (dit Campuac), Dom-de-Teissières et Pénavayre, avec des enclaves de Golinhac, Guizard, Rodelle, Servières et Villecomtal. À une échelle plus large, ce territoire était une zone de contact entre des communautés souvent grandes et morcelées (Villecomtal, Guizard, Golinhac, Entraygues, Rodelle), entre lesquelles s’inséraient des micro-communautés (Georges de La Parra, Dom-de-Teissières, Pénavayre).

## Politique et administration

### Découpage territorial
La commune de Campuac est membre de la communauté de communes Comtal Lot et Truyère, un établissement public de coopération intercommunale (EPCI) à fiscalité propre créé le 1er janvier 2017 dont le siège est à Espalion. Ce dernier est par ailleurs membre d'autres groupements intercommunaux.
Sur le plan administratif, elle est rattachée à l'arrondissement de Rodez, au département de l'Aveyron et à la région Occitanie. Sur le plan électoral, elle dépend du  canton de Lot et Truyère pour l'élection des conseillers départementaux, depuis le redécoupage cantonal de 2014 entré en vigueur en 2015, et de la première circonscription de l'Aveyron  pour les élections législatives, depuis le dernier découpage électoral de 2010.

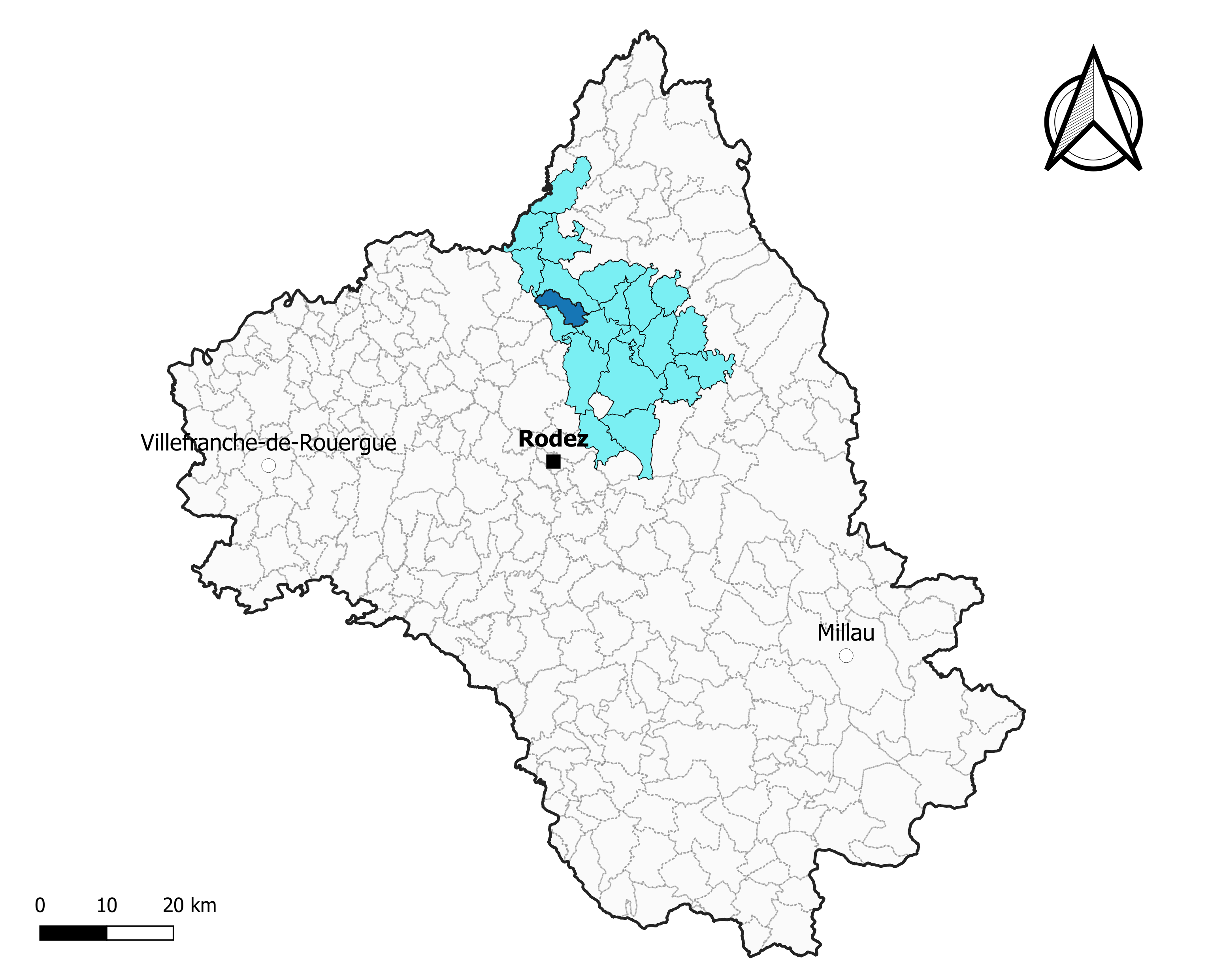
Campuac dans l'intercommunalité en 2020.
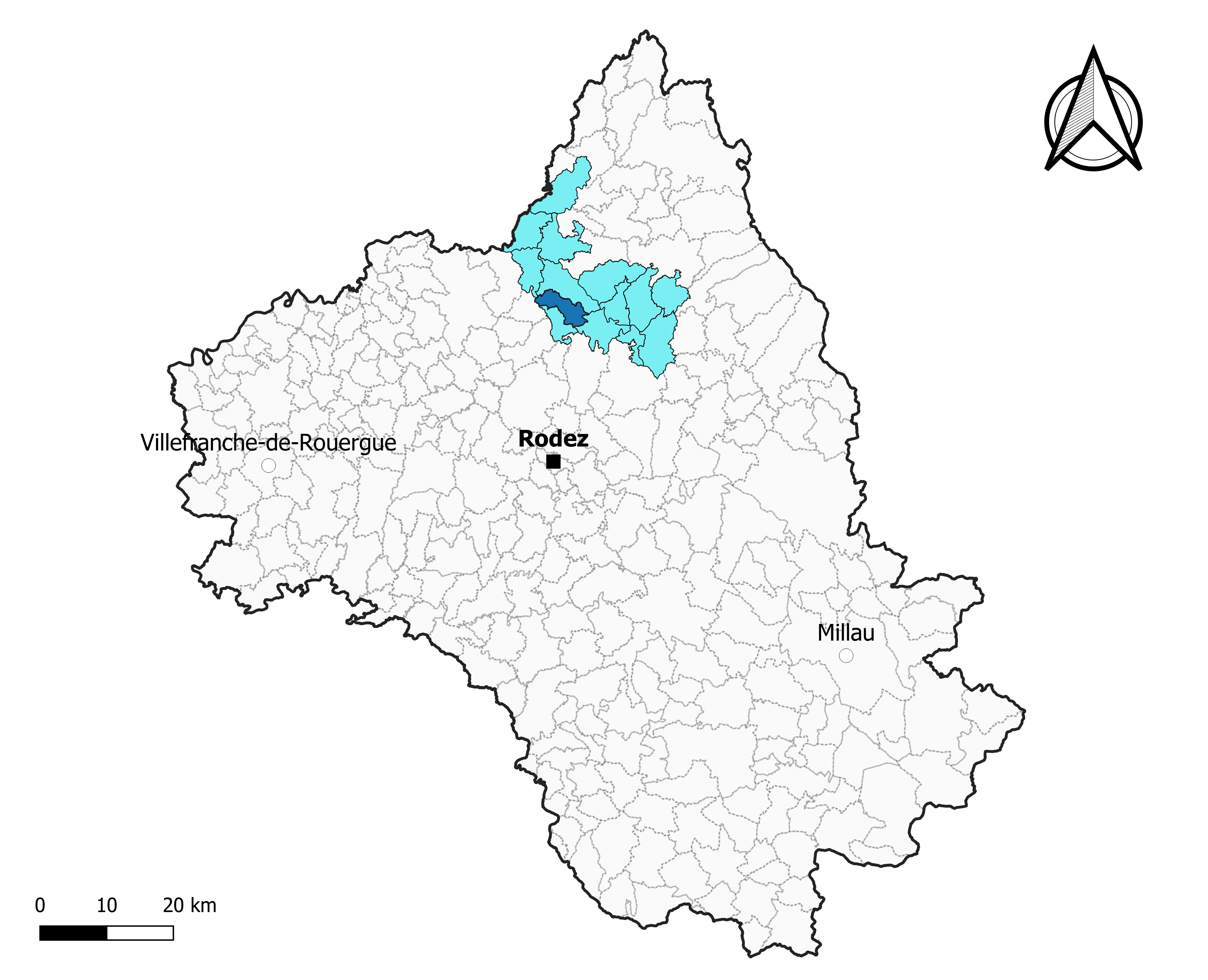
Campuac dans le canton de Lot et Truyère en 2020.
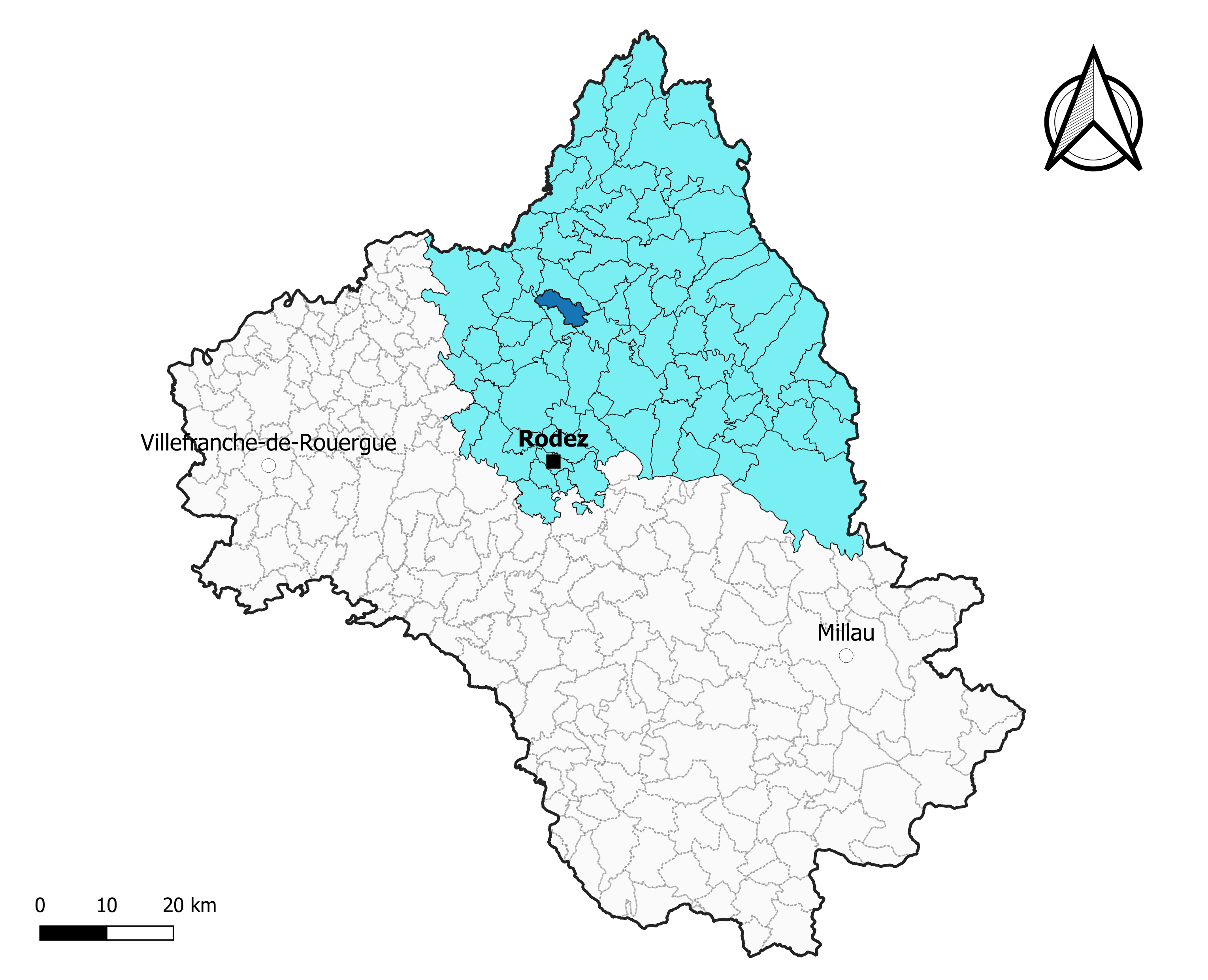
Campuac dans l'arrondissement de Rodez en 2020.

### Élections municipales et communautaires

#### Élections de 2020
Le conseil municipal de Campuac, commune de moins de 1 000 habitants, est élu au scrutin majoritaire plurinominal à deux tours avec candidatures isolées ou groupées et possibilité de panachage. Compte tenu de la population communale, le nombre de sièges à pourvoir lors des élections municipales de 2020 est de 11. La totalité des onze candidats en lice est élue dès le premier tour, le 15 mars 2020, avec un taux de participation de 66,13 %.
Thierry Goumon est élu nouveau maire de la commune le 23 mai 2020.
Dans les communes de moins de 1 000 habitants, les conseillers communautaires sont désignés parmi les conseillers municipaux élus en suivant l’ordre du tableau (maire, adjoints puis conseillers municipaux) et dans la limite du nombre de sièges attribués à la commune au sein du conseil communautaire. Deux sièges sont attribués à la commune au sein de la communauté de communes Comtal Lot et Truyère.

#### Liste des maires
| Période                                  | Période   | Identité         | Étiquette | Qualité                                                   |
| ---------------------------------------- | --------- | ---------------- | --------- | --------------------------------------------------------- |
| Les données manquantes sont à compléter. |           |                  |           |                                                           |
| 1925                                     | 1935      | Justin Verhnes   |           |                                                           |
| 1935                                     | 1956      | Adrien Belloc    |           |                                                           |
| 1956                                     | mars 1971 | Prosper Fric     |           |                                                           |
| mars 1971                                | mars 2014 | Jacques Delfieux | UDF       | Commerçant Suppléant du député Jean Briane de 1988 à 1997 |
| mars 2014                                | mai 2020  | Angèle Ortiz     |           | Agricultrice exploitante                                  |
| mai 2020                                 | En cours  | Thierry Goumon,  |           | Agent de maîtrise                                         |

## Démographie
L'évolution du nombre d'habitants est connue à travers les recensements de la population effectués dans la commune depuis 1793. Pour les communes de moins de 10 000 habitants, une enquête de recensement portant sur toute la population est réalisée tous les cinq ans, les populations de référence des années intermédiaires étant quant à elles estimées par interpolation ou extrapolation. Pour la commune, le premier recensement exhaustif entrant dans le cadre du nouveau dispositif a été réalisé en 2007.

En 2022, la commune comptait 452 habitants, en évolution de +0,89 % par rapport à 2016 (Aveyron : +0,37 %, France hors Mayotte : +2,11 %).
| 1793 | 1800 | 1856 | 1861 | 1866 | 1872 | 1876 | 1881 | 1886 |
| ---- | ---- | ---- | ---- | ---- | ---- | ---- | ---- | ---- |
| 391  | 619  | 801  | 768  | 725  | 742  | 766  | 794  | 820  |

| 1891 | 1896 | 1901 | 1906 | 1911 | 1921 | 1926 | 1931 | 1936 |
| ---- | ---- | ---- | ---- | ---- | ---- | ---- | ---- | ---- |
| 769  | 799  | 708  | 689  | 680  | 578  | 593  | 593  | 592  |

| 1946 | 1954 | 1962 | 1968 | 1975 | 1982 | 1990 | 1999 | 2006 |
| ---- | ---- | ---- | ---- | ---- | ---- | ---- | ---- | ---- |
| 558  | 522  | 508  | 494  | 530  | 510  | 496  | 438  | 447  |

| 2007 | 2012 | 2017 | 2022 | - | - | - | - | - |
| ---- | ---- | ---- | ---- | - | - | - | - | - |
| 448  | 446  | 451  | 452  | - | - | - | - | - |

## Économie

### Revenus
En 2018  (données Insee publiées en septembre 2021), la commune compte 177 ménages fiscaux, regroupant 374 personnes. La médiane du revenu disponible par unité de consommation est de 19 560 € (20 640 € dans le département).

### Emploi
| Division       | 2008  | 2013  | 2018  |
| -------------- | ----- | ----- | ----- |
| Commune        | 1,5 % | 3,9 % | 4,6 % |
| Département    | 5,4 % | 7,1 % | 7,1 % |
| France entière | 8,3 % | 10 %  | 10 %  |

En 2018, la population âgée de 15 à 64 ans s'élève à 236 personnes, parmi lesquelles on compte 79 % d'actifs (74,4 % ayant un emploi et 4,6 % de chômeurs) et 21 % d'inactifs,. Depuis 2008, le taux de chômage communal (au sens du recensement) des 15-64 ans est inférieur à celui de la France et du département.
La commune fait partie de la couronne de l'aire d'attraction de Rodez, du fait qu'au moins 15 % des actifs travaillent dans le pôle,. Elle compte 79 emplois en 2018, contre 99 en 2013 et 118 en 2008. Le nombre d'actifs ayant un emploi résidant dans la commune est de 178, soit un indicateur de concentration d'emploi de 44,7 % et un taux d'activité parmi les 15 ans ou plus de 49,4 %.
Sur ces 178 actifs de 15 ans ou plus ayant un emploi, 60 travaillent dans la commune, soit 34 % des habitants. Pour se rendre au travail, 79,9 % des habitants utilisent un véhicule personnel ou de fonction à quatre roues, 7,9 % s'y rendent en deux-roues, à vélo ou à pied et 12,3 % n'ont pas besoin de transport (travail au domicile).

### Activités hors agriculture

#### Secteurs d'activités
38 établissements sont implantés  à Campuac au 31 décembre 2019. Le tableau ci-dessous en détaille le nombre par secteur d'activité et compare les ratios avec ceux du département,.
| Secteur d'activité                                                                                        | Commune | Commune | Département |
| Secteur d'activité                                                                                        | Nombre  | %       | %           |
| --- | ------- | ------- | ----------- |
| Ensemble                                                                                                  | 38      |         |             |
| Industrie manufacturière, industries extractives et autres                                                | 11      | 28,9 %  | (17,7 %)    |
| Construction                                                                                              | 8       | 21,1 %  | (13 %)      |
| Commerce de gros et de détail, transports, hébergement et restauration                                    | 6       | 15,8 %  | (27,5 %)    |
| Activités immobilières                                                                                    | 2       | 5,3 %   | (4,2 %)     |
| Activités spécialisées, scientifiques et techniques et activités de services administratifs et de soutien | 2       | 5,3 %   | (12,4 %)    |
| Administration publique, enseignement, santé humaine et action sociale                                    | 6       | 15,8 %  | (12,7 %)    |
| Autres activités de services                                                                              | 3       | 7,9 %   | (7,8 %)     |

Le secteur de l'industrie manufacturière, des industries extractives et autres est prépondérant sur la commune puisqu'il représente 28,9 % du nombre total d'établissements de la commune (11 sur les 38 entreprises implantées  à Campuac), contre 17,7 % au niveau départemental.

#### Entreprises
L'économie de la commune est caractérisée par une agriculture traditionnelle extensive basée sur l'élevage laitier et pour la production de veaux et agneaux destinés à l'engraissement. Trente cinq fermes d'exploitation agricole sont présentes sur cette commune.

### Agriculture
La commune est dans la « Viadène et vallée du Lot », une petite région agricole occupant le nord-ouest du département de l'Aveyron. En 2020, l'orientation technico-économique de l'agriculture  sur la commune est la combinaisons de granivores (porcins, volailles).
|               | 1988  | 2000  | 2010  | 2020  |
| ------------- | ----- | ----- | ----- | ----- |
| Exploitations | 61    | 35    | 29    | 21    |
| SAU (ha)      | 1 222 | 1 142 | 1 208 | 1 148 |

Le nombre d'exploitations agricoles en activité et ayant leur siège dans la commune est passé de 61 lors du recensement agricole de 1988  à 35 en 2000 puis à 29 en 2010 et enfin à 21 en 2020, soit une baisse de 66 % en 32 ans. Le même mouvement est observé à l'échelle du département qui a perdu pendant cette période 51 % de ses exploitations,. La surface agricole utilisée sur la commune a également diminué, passant de 1 222 ha en 1988 à 1 148 ha en 2020. Parallèlement la surface agricole utilisée moyenne par exploitation a augmenté, passant de 20 à 55 ha.

## Culture locale et patrimoine

### Lieux et monuments
- L'église Saint-Pierre-ès-Liens a été bâtie au XIXe siècle en style néo-roman, en remplacement d'une ancienne église du XVe ou XVIe siècle incendiée[52].

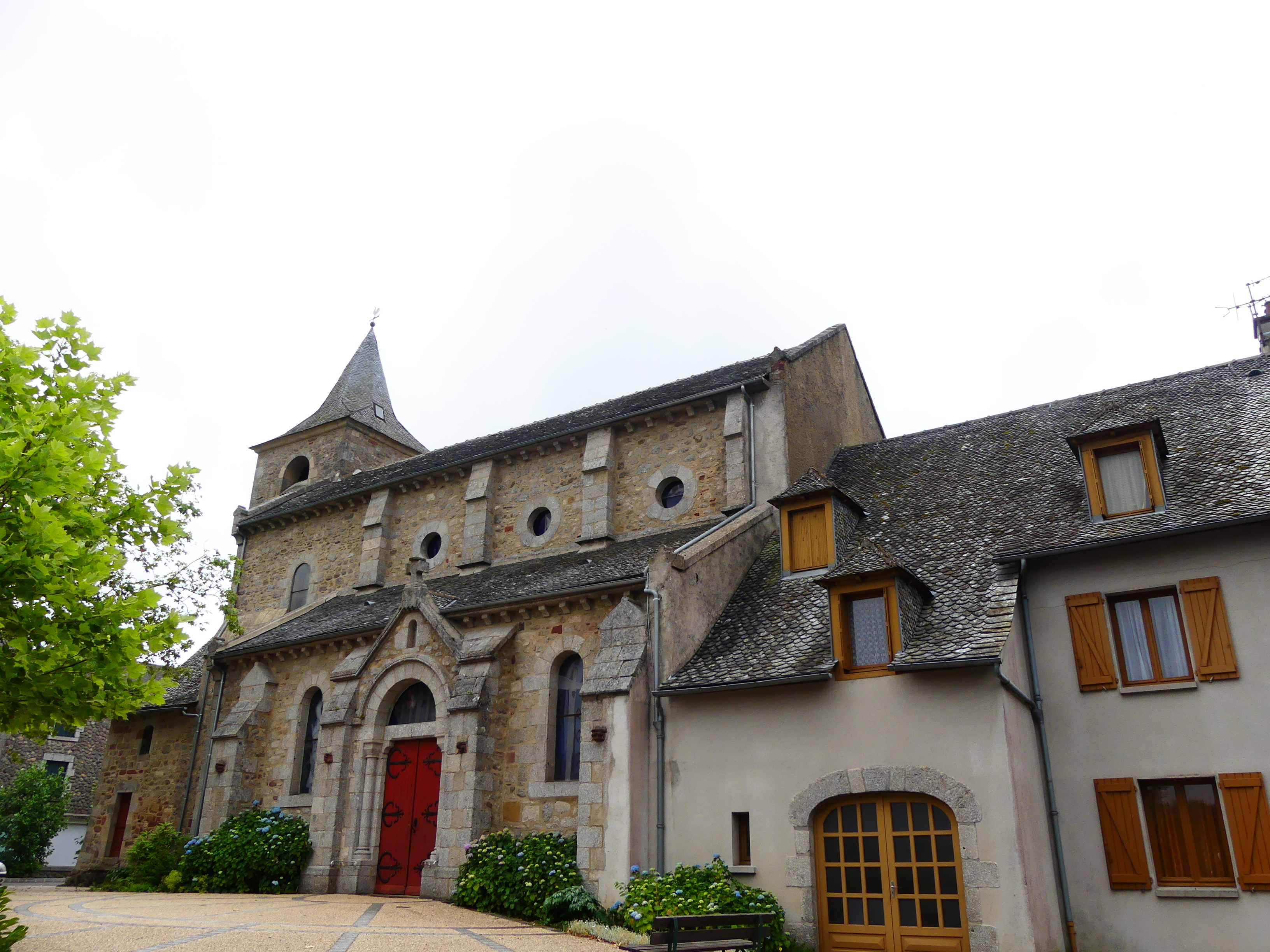
L'église.
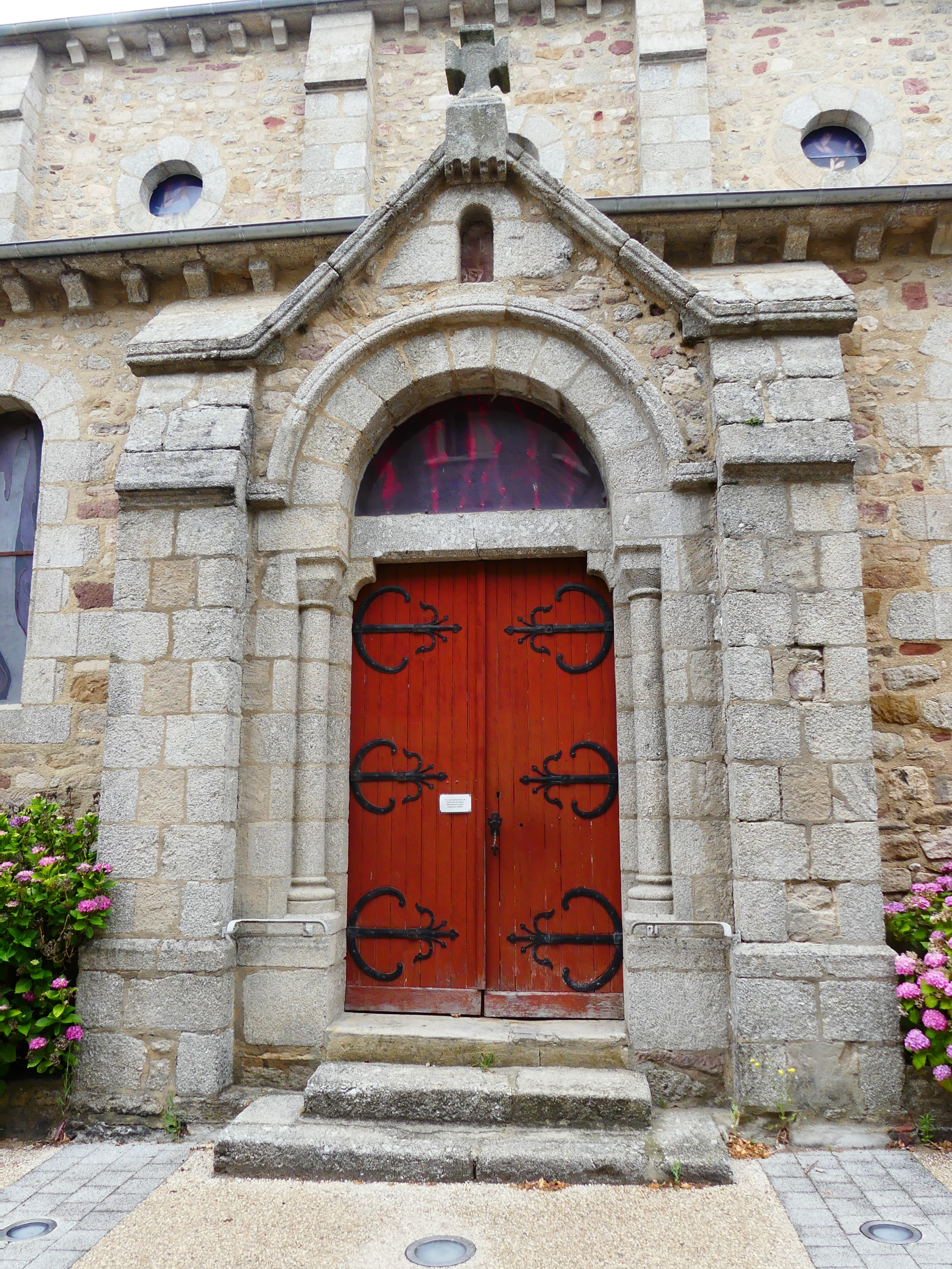
Son portail sud.
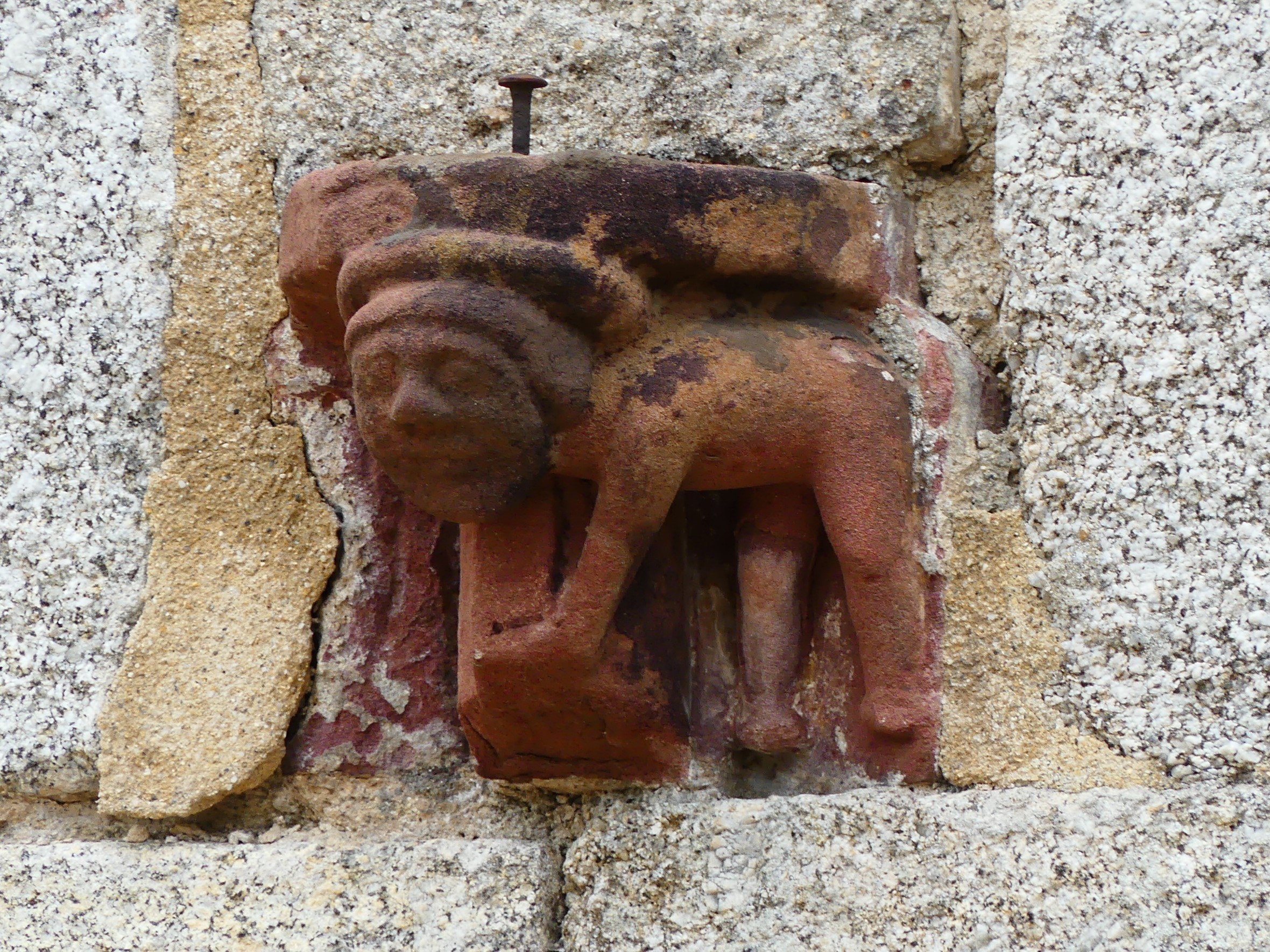
Bas-relief sur sa façade.
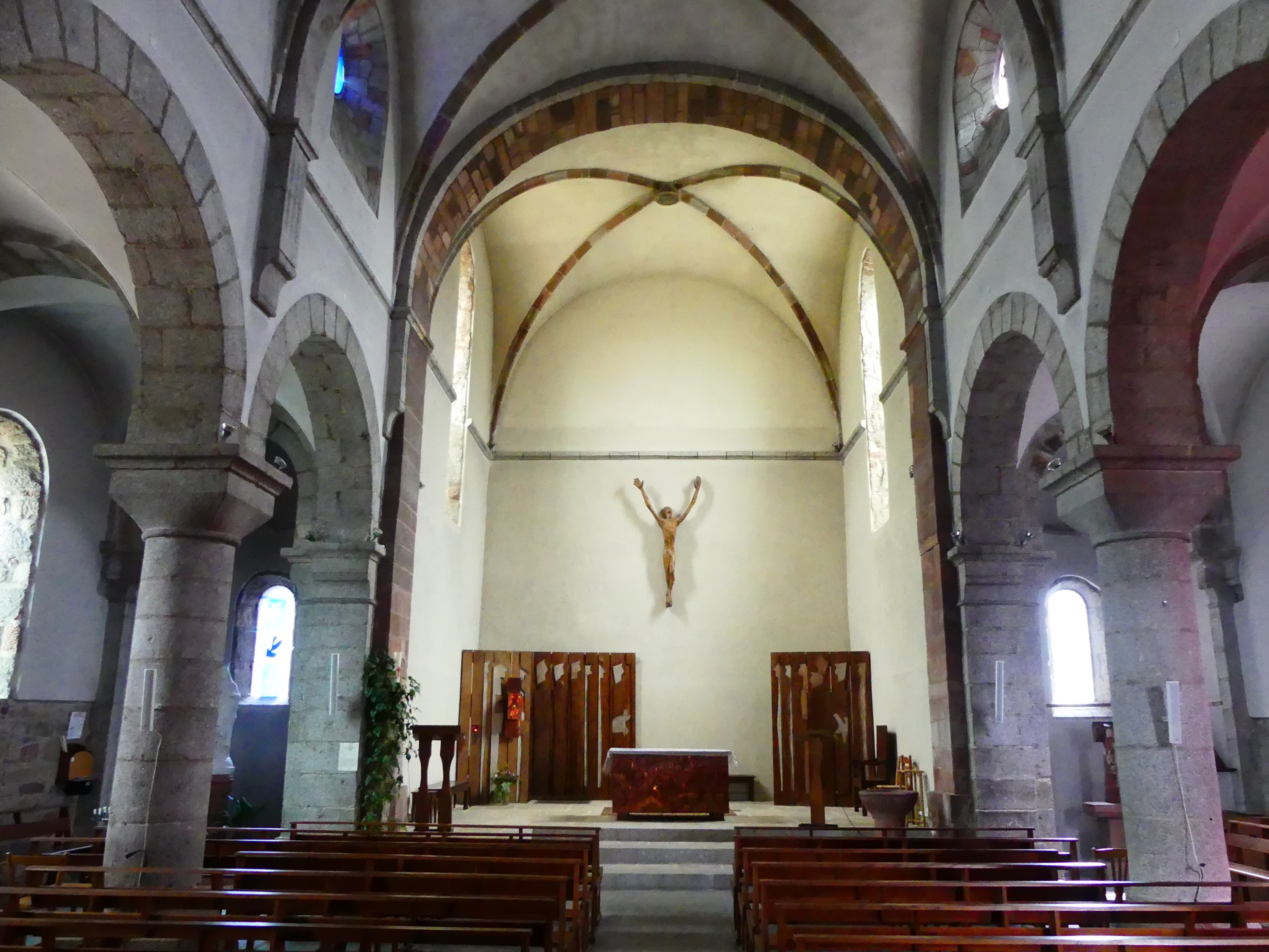
Sa nef.
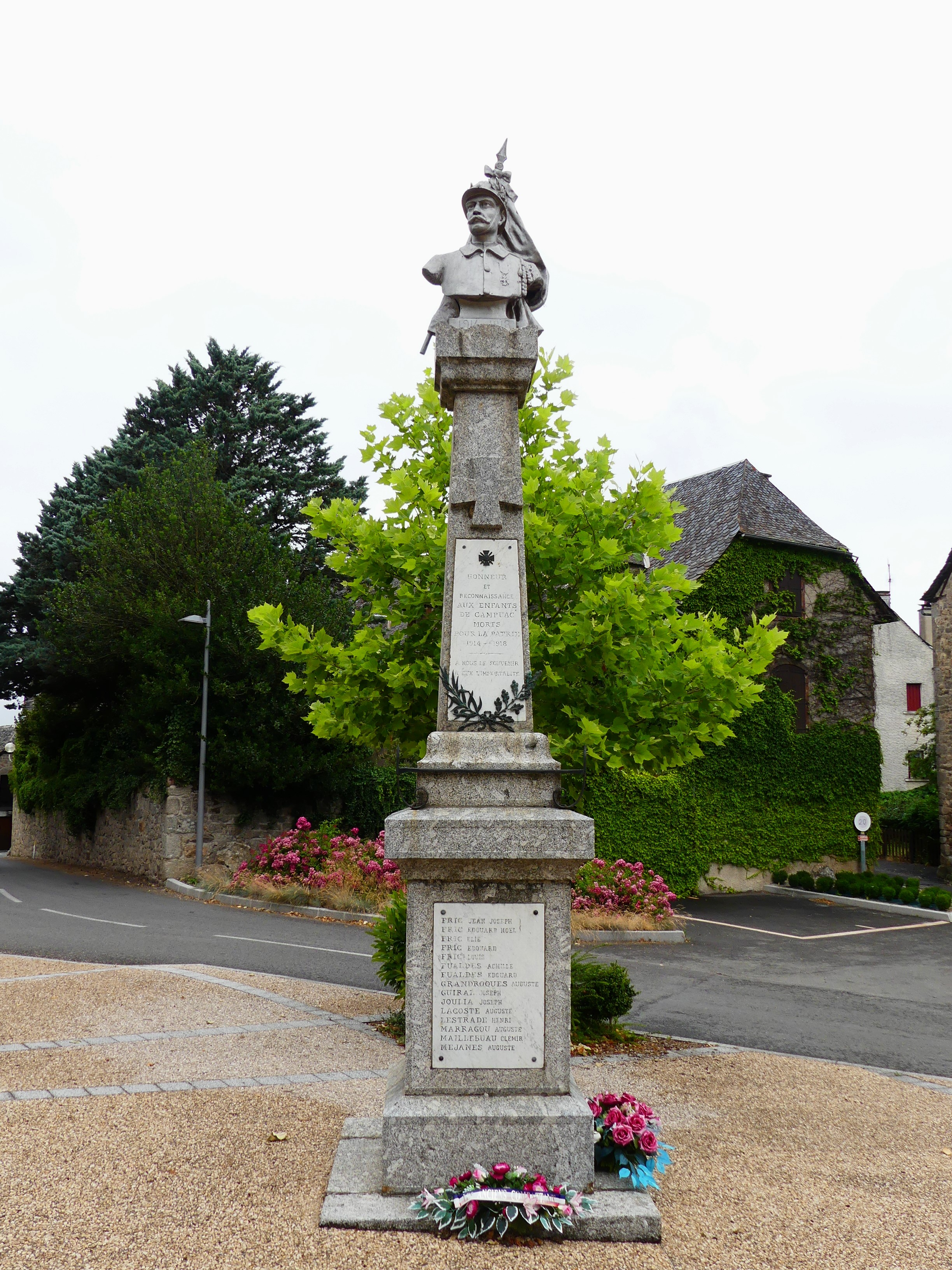
Le monument aux morts.

### Personnalités liées à la commune
- Pierre-Marie Delfieux (1934-2013), prêtre, fondateur des Fraternités monastiques de Jérusalem, mort à Campuac.